# Municipi de Novi Sad
El Municipi Urbà de Novi Sad (en serbi:Градска општина Нови Сад /Gradska opština Novi Sad) és un dels dos municipis que formen la ciutat de Novi Sad, a la Voivodina, Sèrbia. Té una població de 307.760 habitants, que el converteixen en el municipi més poblat de Sèrbia (cal recordar que les grans ciutats de Sèrbia estan dividides en municipis, i que per tant aquest és el municipi més gran sense que això vulgui dir que és la ciutat més gran).

## Noms
El municipi s'anomena en serbi Градска општина Нови Сад / Gradska opština Novi Sad; en hongarès Újvidék városi község; en eslovac Obec Novi Sad; i en rutè Муніципалітет Нови Сад.

## Política
Des del 2002, quan va entrar en vigor el nou estatut de la ciutat de Novi Sad, la ciutat està dividida en dos municipis urbans, Petrovaradin i Novi Sad. Des del 1989 fins al 2002, el terme Municipi de Novi Sad feia referència a tot el territori de la present Ciutat de Novi Sad.
Encara avui el municipi no disposa de les seves pròpies oficines. Els dos municipis urbans van ser establerts l'any 2002 per la sola raó que, segons les lleis de l'època, la subdivisió en municipis era un requisit per aconseguir l'estatus de ciutat. Segons la nova Constitució de Sèrbia (del novembre de 2006), una ciutat no ha d'estar dividida en municipis per tenir l'estatus de ciutat. Segons l'estatut de la ciutat aprovat el 2002, els dos municipis urbans no tenen cap autoritat real al seu territori, ja que de facto és el govern de la ciutat de Novi Sad qui gestiona tota la ciutat.

## Geografia
La ciutat de Novi Sad es troba a la part meridional de la regió de Bačka, i cobreix uns 699  km², un 80% dels quals corresponen al municipi urbà. El municipi es troba en una de les parts més baixes de la plana Pannònica. Una gran part del municipi s'assenta sobre una terrassa al·luvial, amb una elevació d'uns 80-83 m.

## Entitats de població
El municipi urbà inclou 11 entitats de població: 
- Novi Sad pròpiament dit (part pertanyent a Bačka de l'àrea urbana de Novi Sad)
- Begeč
- Futog
- Veternik
- Rumenka
- Kisač
- Stepanovićevo
- Čenej
- Kać
- Budisava
- Kovilj

## Composició ètnica
Segons el cens de 2011, la població total del municipi de Novi Sad era de 307.760 habitants, dels quals 241.789 (78,56%) eren serbis.

## Patrimoni cultural
Al municipi s'hi pot trobar el monestir ortodox serbi de Kovilj. Es troba a la vora del poble del mateix nom. El monestir va ser reconstruït entre 1705 i 1707, i segons la llegenda, va ser fundat pel primer arquebisbe serbi, Sant Sava el segle xiii.